# キューブ (企業)

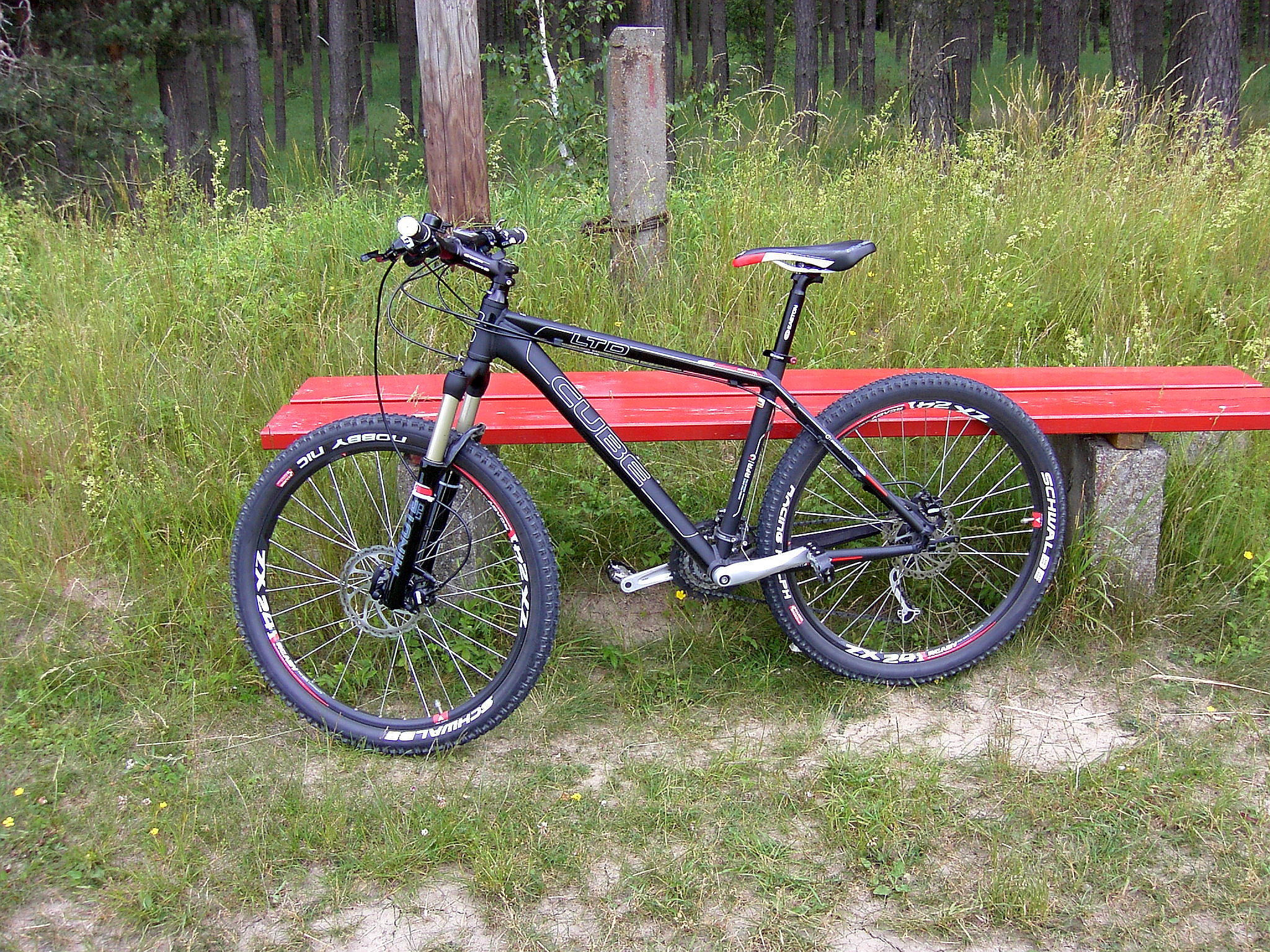
CUBEのマウンテンバイク

キューブ（Cube）はドイツの自転車メーカー。ロードバイク、マウンテンバイク、ハイブリッドと、広く扱っているがスーパーボウという弓のようなトップチューブが特徴のMTBで有名。